# Dipartimento delle Bocche del Weser
Bocche del Weser (francese: Bouches-du-Weser buʃ.dy.vɛ.zɛʁ; tedesco: Wesermündungen; basso-tedesco: Wersermünnen) è stato il nome di un dipartimento del Primo impero francese il cui territorio si trova interamente nell'attuale Germania. La capitale era Brema (in francese: Brême, in tedesco: Bremen). Venne istituito nel 1811, quando la regione venne annessa alla Francia.

## Storia
Prima dell'occupazione napoleonica, il territorio del dipartimento era diviso tra la Libera città anseatica di Brema, il ducato di Oldenburg e i ducati Hannoveriani di Brema e Verden, il secondo dei quali era stato incorporato momentaneamente nel Regno di Vestfalia nel 1807. Il dipartimento venne creato il 1º gennaio 1811 in base al senatoconsulto del 13 dicembre 1810.

## Nome
L'amministrazione napoleonica creò il dipartimento delle Bocche del Weser (Bouches-du-Weser), il che implica che uno dei suoi funzionari abbia almeno considerato la Weser come un nome maschile, ma è assicurato che, per almeno alcuni decenni, il fiume Weser era femminile in francese, proprio come il suo nome tedesco (die Weser).

## Suddivisione amministrativa
Il dipartimento era suddiviso nei seguenti  arrondissement e cantoni (situazione al 1812):
- arrondissement di Brema (Brême), cantoni: Achim, Brema (4 cantoni), Lilienthal, Ottersberg, Rotenburg (Rothembourg), Syke, Thedinghausen e Verden (11 cantoni);
- arrondissement di Oldenburg (Oldenbourg), cantoni: Berne, Burhave, Delmenhorst, Elsfleth, Hatten, Oldenburg, Ovelgönne (Ovelgonne), Rastede, Varel e Westerstede (10 cantoni);
- arrondissement di Nienburg (Nienbourg), cantoni: Alt-Bruchhausen, Bassum, Hoya, Liebenau, Nienburg (Nienbourg), Rethem, Stolzenau, Sulingen e Walsrode (9 cantoni);
- arrondissement di Bremerlehe, cantoni: Beverstedt, Bremerlehe, Dorum, Hagen, Osterholz e Vegesack (6 cantoni).

## Popolazione
La popolazione del dipartimento ammontava nel 1812 a 327.175 abitanti.